# Saul Amsterdam
Saul Amsterdam (ur. 17 marca 1898 w Nowym Sączu, zm. 1 listopada 1937 w Moskwie) pseud. G. Henrykowski, A.D. Dunajewski, Duńczyk, Duński Adam, Henryk, Sandecki, Grudniewski Gustaw – działacz komunistyczny, który od 1923 roku był członkiem Komitetu Centralnego Komunistycznej Partii Robotniczej Polski (następnie Komunistycznej Partii Polski), wcześniej (1918–1921) w Poalej Syjon-Lewicy, 1928-1930 członkiem Sekretariatu Krajowego KC KPP, a 1933–1934 członkiem Biura Politycznego KC KPP; był również publicystą i działaczem Międzynarodówki Komunistycznej.

## Życiorys
Syn żydowskiego kupca Samuela. W 1910 jako uczeń gimnazjum wstąpił do socjalistycznej organizacji młodzieżowej „Promień”. 1914–1916 przebywał w Wiedniu, gdzie był robotnikiem placowym, uczęszczał do gimnazjum, udzielał korepetycji, działał w kołach samokształceniowych i słuchał odczytów teoretyków socjalistycznych. Po powrocie do Nowego Sącza był kierownikiem samokształceniowej grupy oświatowej, a po maturze ponownie wyjechał do Wiednia celem podjęcia studiów chemicznych, co uniemożliwiło mu powołanie do armii austriackiej. Na krótko aresztowany za posiadanie odezw socjalistycznych. Pod koniec 1918 rozpoczął studia na wydziale prawno-administracyjnym Uniwersytetu Jagiellońskiego, które ukończył w 1923. Latem 1921 był delegatem na I Kongres Czerwonej Międzynarodówki Związków Zawodowych (Profinternu) (lipiec 1921 w Moskwie). W tym samym roku wstąpił do KPRP/KPP. W listopadzie-grudniu 1922 uczestniczył jako delegat KC KPRP w IV Kongresie Kominternu w Piotrogrodzie i Moskwie. Jesienią 1923 jako przedstawiciel Biura Żydowskiego brał udział w II Zjeździe KPRP w Bołszewie pod Moskwą. 1923–1927 był członkiem Centralnego Biura Żydowskiego, a do 1930 członkiem Centralnego Wydziału Zawodowego KC KPP. Delegat KPRP na V Kongres Kominternu latem 1924 w Moskwie, uczestnik III Zjazdu KPRP w styczniu-lutym 1925 pod Moskwą, IV Konferencji KPP w listopadzie-grudniu 1925 w Moskwie, IV Zjazdu KPP (maj-sierpień 1927 pod Moskwą), IV Kongresu Czerwonej Międzynarodówki Związków Zawodowych w marcu-kwietniu 1928 w Moskwie, VI Kongresu Kominternu latem 1928 w Moskwie, X Plenum Komitetu Wykonawczego (KW) Kominternu w lipcu 1929, VI Sesji Rady Centralnej Czerwonej Międzynarodówki Związków Zawodowych w grudniu 1929, XI Plenum KW Kominternu w marcu-kwietniu 1931, XII Plenum (sierpień-wrzesień 1933), VI Zjazdu KPP jesienią 1932 koło Mohylewa, II Plenum KC KPP (24 listopada 1933), XIII Plenum KW Kominternu w listopadzie-grudniu 1933 i VII Kongresu Kominternu w lipcu-sierpniu 1935 w Moskwie.
W okresie „wielkiej czystki”, 25 kwietnia 1937 został aresztowany przez NKWD w moskiewskim Hotelu „Lux”, miejscu zamieszkania działaczy i funkcjonariuszy Kominternu. 1 listopada 1937 skazany na śmierć przez Kolegium Wojskowe Sądu Najwyższego ZSRR za przynależność do organizacji kontrrewolucyjnej, rozstrzelany tego samego dnia. Skremowany w krematorium na Cmentarzu Dońskim, prochy pochowano anonimowo (obecnie mogiła zbiorowa nr 1 na Nowym Cmentarzu Dońskim). 29 kwietnia 1955 zrehabilitowany przez Kolegium Wojskowe SN ZSRR.